# زیبایی تحت فشار
«زیبایی تحت فشار» (به انگلیسی: Grace Under Pressure) آلبومی از راش است که در سال ۱۹۸۴ میلادی منتشر شد.